# Frank Bunker Gilbreth

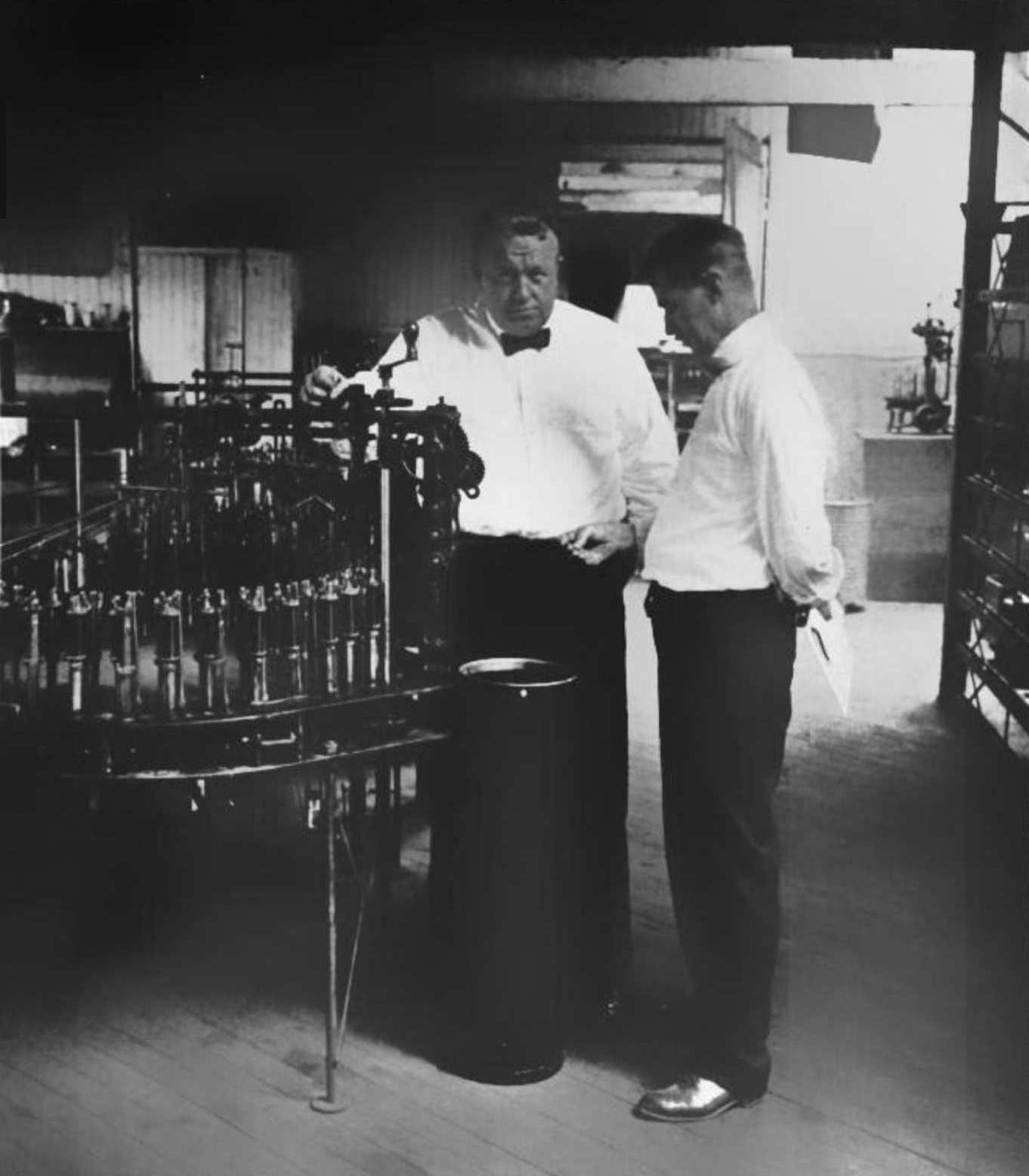
Frank Bunker Gilbreth, in de camera kijkend, in de jaren 1910

Frank Bunker Gilbreth (7 juli 1869 – 14 juni 1924) was een voorstander van Taylorisme en een pionier van tijd- en methodestudies. Samen met zijn vrouw en medewerkster, Lillian Moller Gilbreth, probeerde hij de werkgewoonten van arbeiders in de industrie te begrijpen en vervolgens manieren te vinden om hun prestaties te verbeteren. Hij en zijn vrouw waren partners in hun eigen management consultingbedrijf, Gilbreth Inc., waar men zich toelegde op het uitvoeren van zulke opdrachten.
- Biblioteca Nacional de España: XX1284588
- Bibliothèque nationale de France: cb12414729z (data)
- CiNii: DA01397453
- Gemeinsame Normdatei: 122438841
- International Standard Name Identifier: 0000 0000 8169 3355
- Library of Congress Control Number: n50027545
- Bibliotheek van het Japanse parlement: 00440908
- Nationale Bibliotheek van Tsjechië: jn20030924018
- Nationale bibliotheek van Australië: 35124022
- Nationale Bibliotheek van Israël: 987007278366605171
- Nederlandse Thesaurus van Auteursnamen: 146337891
- PIC: 277522
- RKD-Nederlands Instituut voor Kunstgeschiedenis: 383055
- Istituto Centrale per il Catalogo Unico: UBOV410672
- SNAC: w6z60mzk
- Système universitaire de documentation: 085863416
- Trove: 833470
- Union List of Artist Names: 500256499
- Virtual International Authority File: 99569538
- WorldCat: E39PBJy8v49fGvcW6wCrhvJJjC